# 曹仲达
曹仲达，南北朝时期北齐画家。生卒年不详。原籍可能是西域人。以画“梵像”著名，官至北齐朝散大夫。在佛教雕塑和绘画中，都有“曹家样”之称，而为唐朝四种最流行的样式之一。“曹家样”的特点，曾被唐朝人概括为“曹衣出水”（像湿透的衣服穿在身上，衣纹紧贴身体），而与代表中国风格的吴道子的“吴家样”之“吴带当风”相辉映。“曹衣出水”是：“曹之笔，其体稠叠，而衣服紧窄。”“吴带当风”是：“吴之笔，其势圆转，而衣服飘举”（另说，曹是指东吴曹不兴，吴是指刘宋吴暕，已为宋代郭若虚的《图画见闻志》所否定）。

## 资料来源
1. ↑  唐代。张彦远。历代名画记.
2. ↑  王逊。中国美术史。上海人民美术出版社，上海. 1989.简体中文.548页.